# Artig
Artig (pl. Artiger) ist der Name einer Münze, die von den Bischöfen von Dorpat, den Erzbischöfen von Riga und dem Livländischen Zweig des Deutschen Ordens im 14. und 15. Jahrhundert geprägt wurde.
Der Wert des Artig variierte:
- 1 Artig = 3 Pfennig lübisch (um 1370)
- 1 Artig = 2 Pfennig lübisch (um 1410)
- 1 Artig = ⅓ Schilling (seit 1450)
- 1 Artig = 1 Pfennig = ⅓ Oer = ¼ Schilling (im 16. Jahrhundert)